# Філіп Байон
Філіп Міхал Байон (пол. Filip Michał Bajon, 25 серпня 1947, Познань, Польща) — польський сценарист, режисер кіно та театру. Професор кіномистецтва (2012), директор кіностудії «Кадр» і член Польської гільдії режисерів.

## Біографія
Філіп Байон середню освіту здобув у 1-й середній школі імені Кароля Марцінковського в Познані. Після закінчення школи вступив до університету імені Адама Міцкевича у Познані, де був студентом Зигмунта Зембінського на кафедрі теорії держави та права. Як студент пів року перебував у Великій Британії з 1967 по 1968 рік. Ще вивчаючи право, він вступив до Лодзької кіношколи в 1970 році на режисуру, яку закінчив у 1974 році.
У 1970 році закінчив юридичний факультет познаньського університету та отримав ступінь магістра. Того ж року він опублікував свої перші оповідання «Лежачи біля цієї діри» (Leżąc przy tej dziurze, 1970) у журналі «Літературний місячник» (Miesięcznik Literacki).
Закінчивши університет, він продовжив навчання на кафедрі менеджменту Польської національної кіношколи в Лодзі. Його перший роман був опублікований у 1971 році, в наступному році він отримав нагороду імені Вільгельма Маха за найкращий дебют року — роман «Білі ведмеді не люблять сонячну погоду». Після цього Байон зосередився на кінороботах. Кіношколу він закінчив у 1974 році, але тодішній ректор виключив його з університету, не присудивши ступінь магістра, оскільки його дипломний фільм «Сага» стосувався репресій проти протестів у грудні 1970 року в Польщі. Однак зйомки йому не були заборонені.
У 1975 році він був прийнятий до Союзу польських письменників (Związek Literatów Polskich). Після першої роботи над короткометражними фільмами дебютував у 1977 році в телевізійному фільмі «Повернення» (Powrót). Як режисер він також співпрацював у театрі та на телебаченні. В 1979 році вийшов його фільм «Арія для атлета» (Aria dla atlety).
У 1990-х роках він керував кількома телевізійними театрами, а також режисурою в театрі Сцена на поверсі (Scena na Piętrze) в Познані, в Старому театрі в Кракові та в драматичному театрі у Варшаві.
З 1999 року працює у Сілезькому університеті в Катовицях. За художні досягнення у галузі кіно він отримав ступінь доктора наук у 2002 році, а з 2004 року призначений доцентом Сілезького університету в Катовицях. У 2008—2016 роках був деканом кафедри менеджменту кіно і телебачення в Польській національній школі кіно, телебачення і театру в Лодзі. З лютого 2015 року — директор кіностудії «Кадр».
Байон є сценаристом усіх своїх фільмів.
Політично він був членом комітету підтримки Броніслава Коморовського на виборах президента Польщі 2010 та 2015 років.
Філіп Байон мешкає у Варшаві.

## Нагороди
- 1972 — нагорода імені Вільгельма Маха[pl] за найкращий дебют року.
- 2002 — за заслуги був нагороджений (26.10) Орденом Відродження Польщі.
- 2011 — «Złoty Glan», нагорода кінотеатру «Чарлі» в Лодзі (12.11) за «незалежного художника, який вперто протистоїть модам і тенденціям, що домінують у популярній культурі», нагороджена під час 16-го Європейського кінофоруму «Cinergia» в Лодзі.
- 2014 — за творчі досягнення був нагороджений (12.12) золотою медаллю «За заслуги в культурі Gloria Artis»[5]

## Вибрана фільмографія

### Режисер
- 1977 : «Повернення» / (Powrót)
- 1977 : «Світовий рекорд» / (Rekord świata)
- 1979 : «Арія для спортсмена»[pl] / (Aria dla atlety)
- 1981 : «Місцеве бачення 1901»[pl] / (Wizja lokalna 1901)
- 1981 : «Лімузин Даймлер-Бенц»[pl] / (Limuzyna Daimler-Benz)
- 1981 : «Маятничок»[pl] / (Wahadełko)
- 1984 : «Заручини»[pl] / (Engagement)
- 1987 : «Магнат»[pl] / (Magnat)
- 1996 : «Познань 56»[pl] / (Poznań '56)
- 2010 : «Дівочі обітниці» / (Śluby panieńskie)

### Сценарист
автор сценаріїв для всіх своїх фільмів, а також:
- 1975 : «Чорне сонце» / (Czarne Słońce), нереалізований сценарій художнього фільму разом із Петром Андреєвим[pl]
- 1975 : «Клінч»[pl] / (Klincz), разом із Петром Андреєвим

### Актор
- 1980 : «Хто за?» / (Kto za?) — електрик
- 1996 : «Шанхай 1937» / (Szanghaj 1937)
- 1998 : «Байон '56» / (Bajon '56) — сам себе
- 1999 : «Чоловічий портрет в інтер'єрі» / (Portret męski we wnętrzu) — сам себе
- 1999 : «Фільми про фільми» / (Filmy o filmach) — сам себе

### Продюсер
- 1994 : «Байстрюк» / (Bękart)
- 1995 : «Акваріум» / (Akwarium)
- 1996 : «Полковник Бункер»[sq] / (Kolonel Bunker)
- 1999 : «Дочки щастя»[pl] / (Córy szczęścia)